# Материалоёмкость
Материалоёмкость (англ. material intensity) — экономический показатель, определяющий потребление материальных ресурсов на производство единицы конечной продукции, рассчитывается в стоимостных и натуральных единицах, в процентном отношении от суммарных затрат.

## Определение
Согласно БСЭ материалоёмкость — это показатель экономической эффективности производства, характеризующий удельный расход материальных ресурсов (основных и вспомогательных материалов, топлива, энергии, амортизации основных средств) на изготовление продукции.
В БРЭ материалоёмкость — это показатель, определяющий потребление материалов (сырья, топлива, энергии, полуфабрикатов и т. д.) на производство единицы конечной продукции.

## Анализ материалоёмкости
Показатель используется в анализе хозяйственной деятельности предприятий, в частности при расчёте себестоимости продукции, в сравнительном анализе удельных затрат в различных отраслях промышленности, в методах планирования материальных ресурсов, при ценообразовании на новую продукцию, при оценки деятельности предприятия в целом или вида экономической деятельности предприятия. Показатель материалоёмкости позволяет оценивать экономический рост стран, межстрановой анализ эффективности использования первичных ресурсов, выявлять сильные и слабые стороны национальных экономик.
Материалоёмкость рассчитывается в стоимостном и натуральном выражении, а также в процентном отношении от суммарных затрат.
Уменьшение материалоёмкости показывает сокращение материальных затрат, трудовых затрат и увеличение выпуска продукции при тех же производственных фондах, способствует снижению себестоимости, повышению рентабельности, повышению эффективности производства. Превышение показателя фактического над нормативным показывает резервы снижения материалоёмкости.
Основные пути сокращения материалоёмкости: применение наиболее экономичных сортов, размеров и марок материалов, их предварительная обработка, уменьшение отходов в процессе производства, установление оптимальных запасов прочности при конструировании изделий и так далее.
Частными случаями материалоёмкости являются следующие показатели: энергоёмкость, электроёмкость, металлоёмкость и т.д.